# Kamariku
Kamariku est un village de la Commune de Rakke du Comté de Viru-Ouest en Estonie.
Des carrières étaient établies sur son territoire ainsi qu'un manoir, le Manoir de Kärsa.

## Source
- (et) Cet article est partiellement ou en totalité issu de l’article de Wikipédia en estonien intitulé « Kamariku » (voir la liste des auteurs).